# 月輪未生流
月輪未生流（つきのわみしょうりゅう）は、昭和初期に創流された皇室香華院の泉涌寺長老を家元とする華道の一派。

## 概要
泉涌寺には古来より歴代天皇御尊牌を安置する霊明殿において献花奉仕する霊明会があった。
昭和御大典の折、華道家師範の協議の結果、霊明会は解散されることになり、あわせて泉涌寺の椋本龍海長老を家元とする華道の創流がされた。
昭和7年（1932年）10月7日より3日間、舎利会式の日を以て「月輪未生流創流発表公開献花会」を開催し、広く創流を宣言した。
歴代天皇への献花を基調としているため花形の格調が高いとされる。